# 飞燕草
飞燕草（学名：Delphinium ajacis）为毛茛科翠雀属飞燕草亚属一年生草本植物，原产欧洲南部和亚洲西南部，作为观赏植物广泛栽培。在日本也叫做千鳥草。

## 特征
飞燕草的植株高约1公尺，其叶全裂，茎纤细，花期在夏季，花色以蓝色、白色为主，花瓣与花萼复合。蒴果扁平，内含数粒黑色种子，有毒。

## 图片

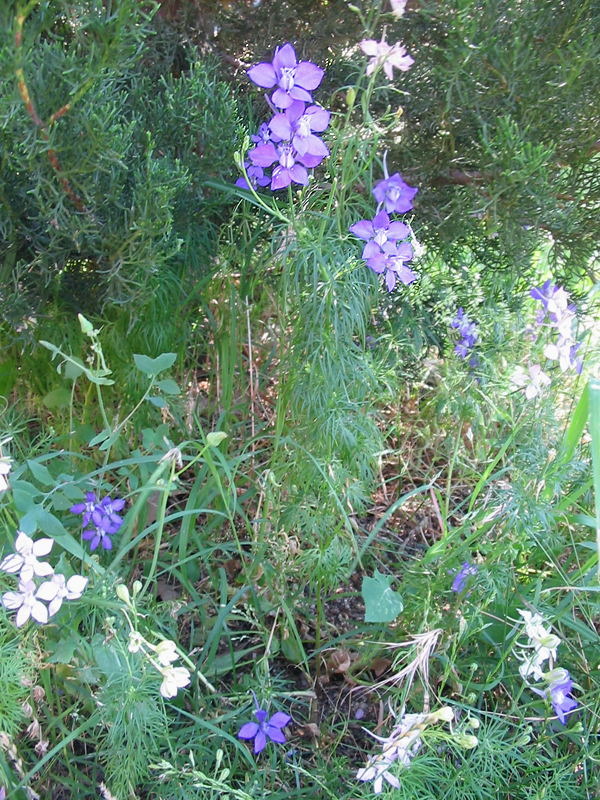
植株
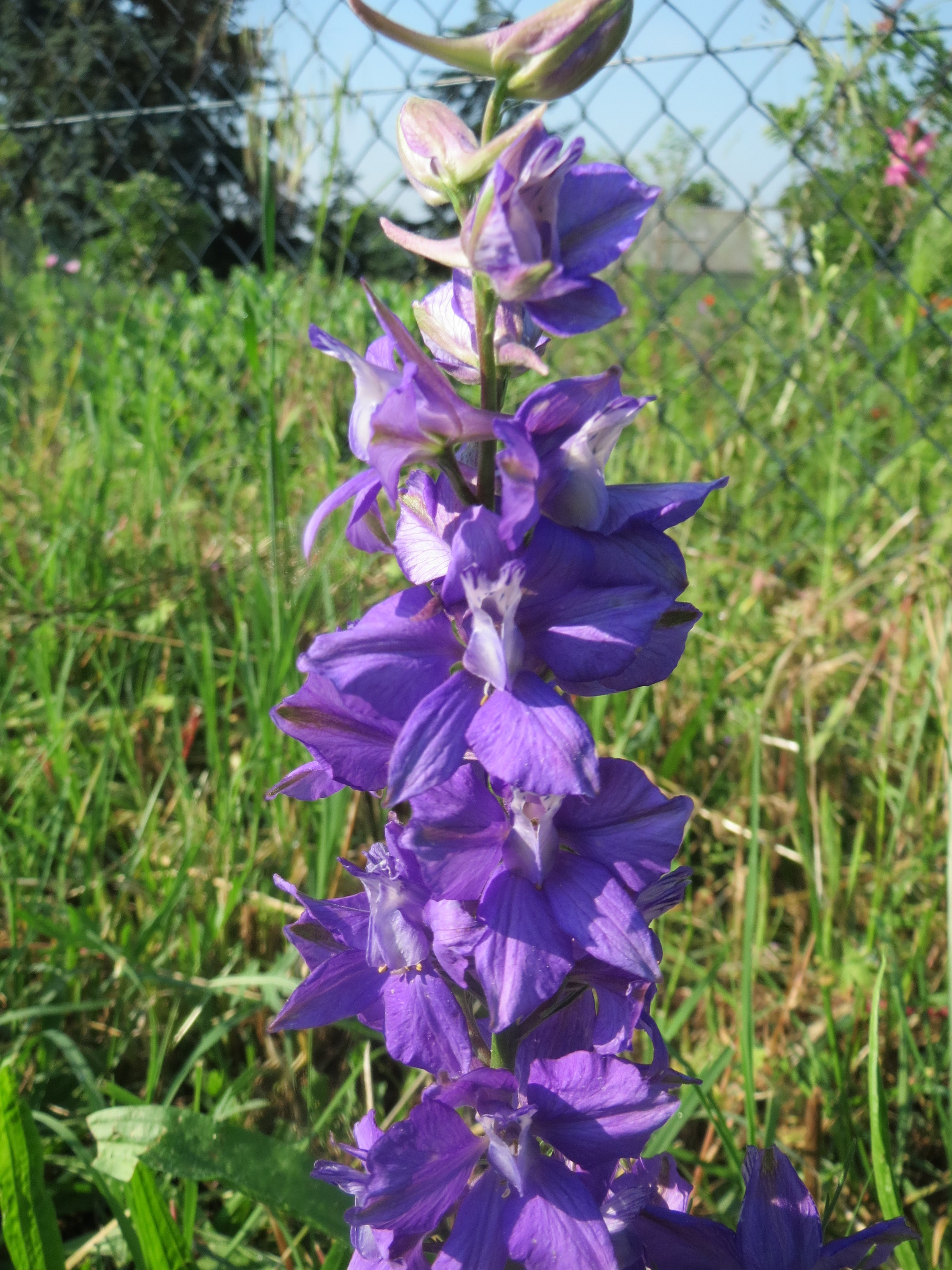
花序
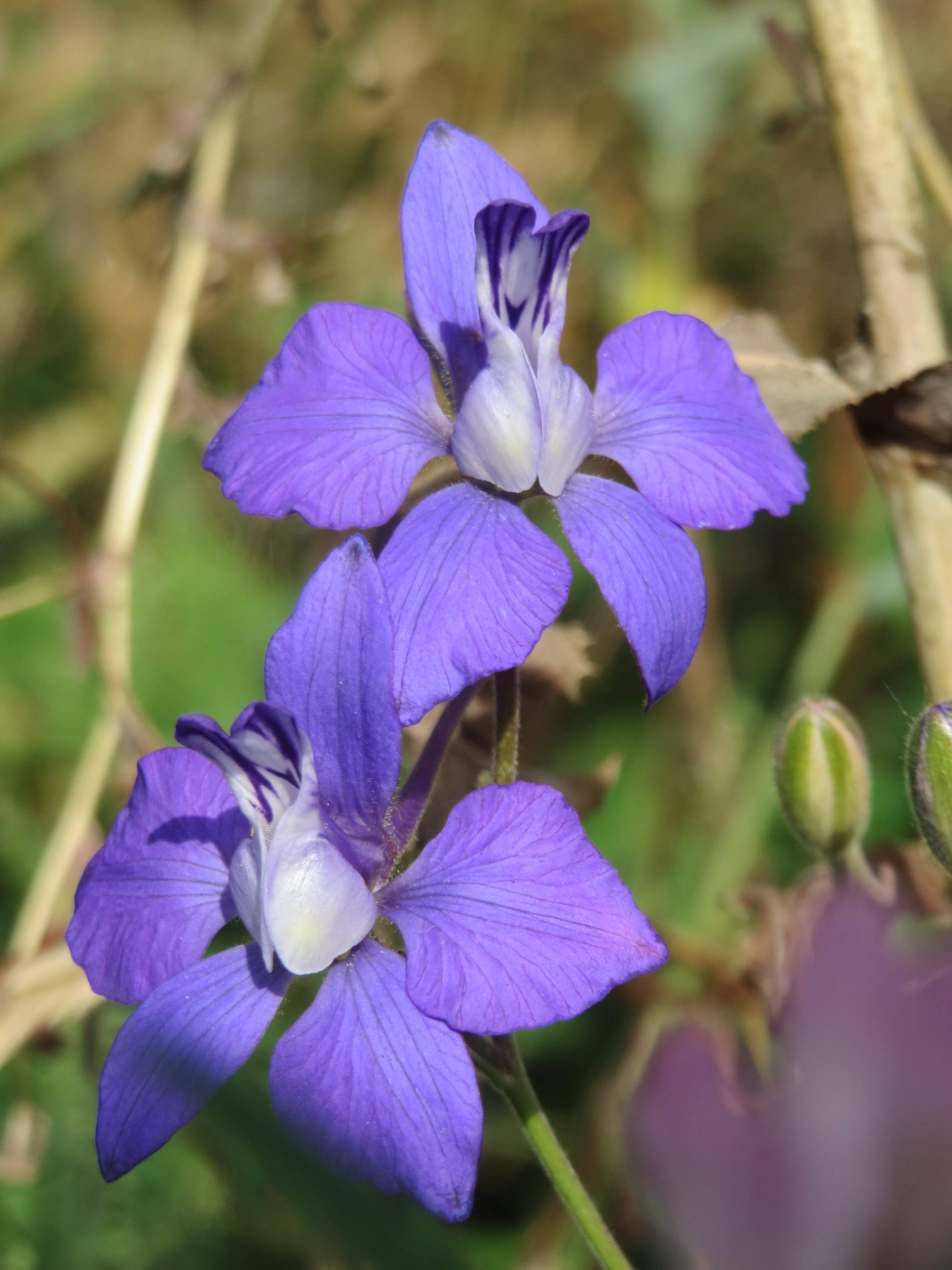
花
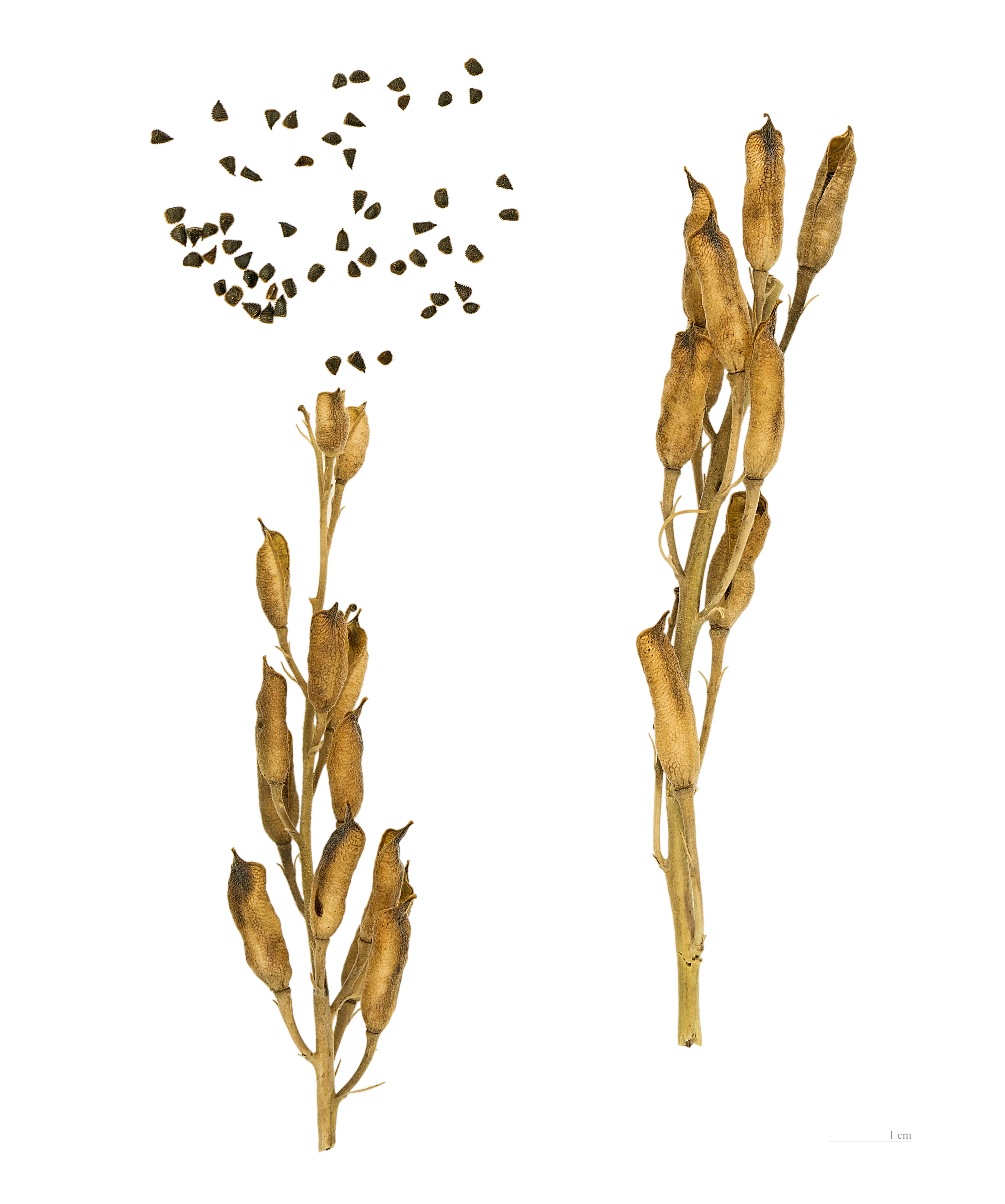
果
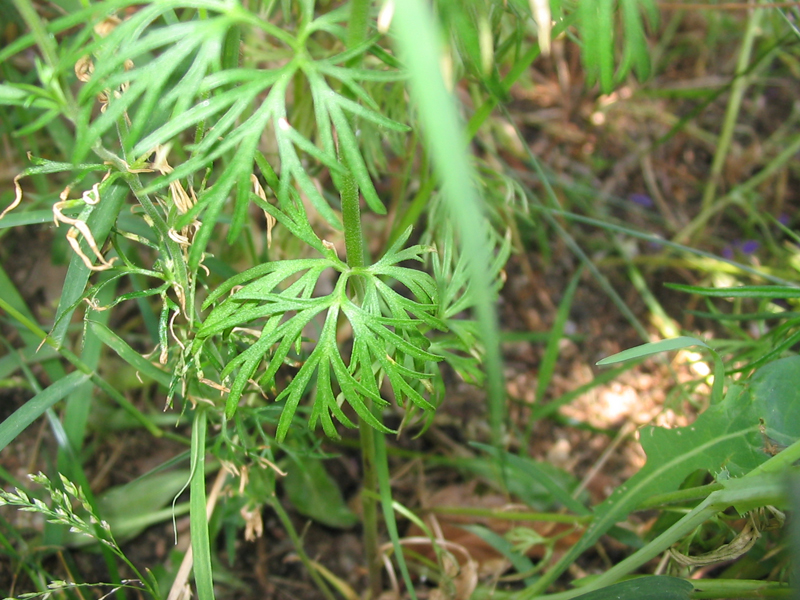
叶
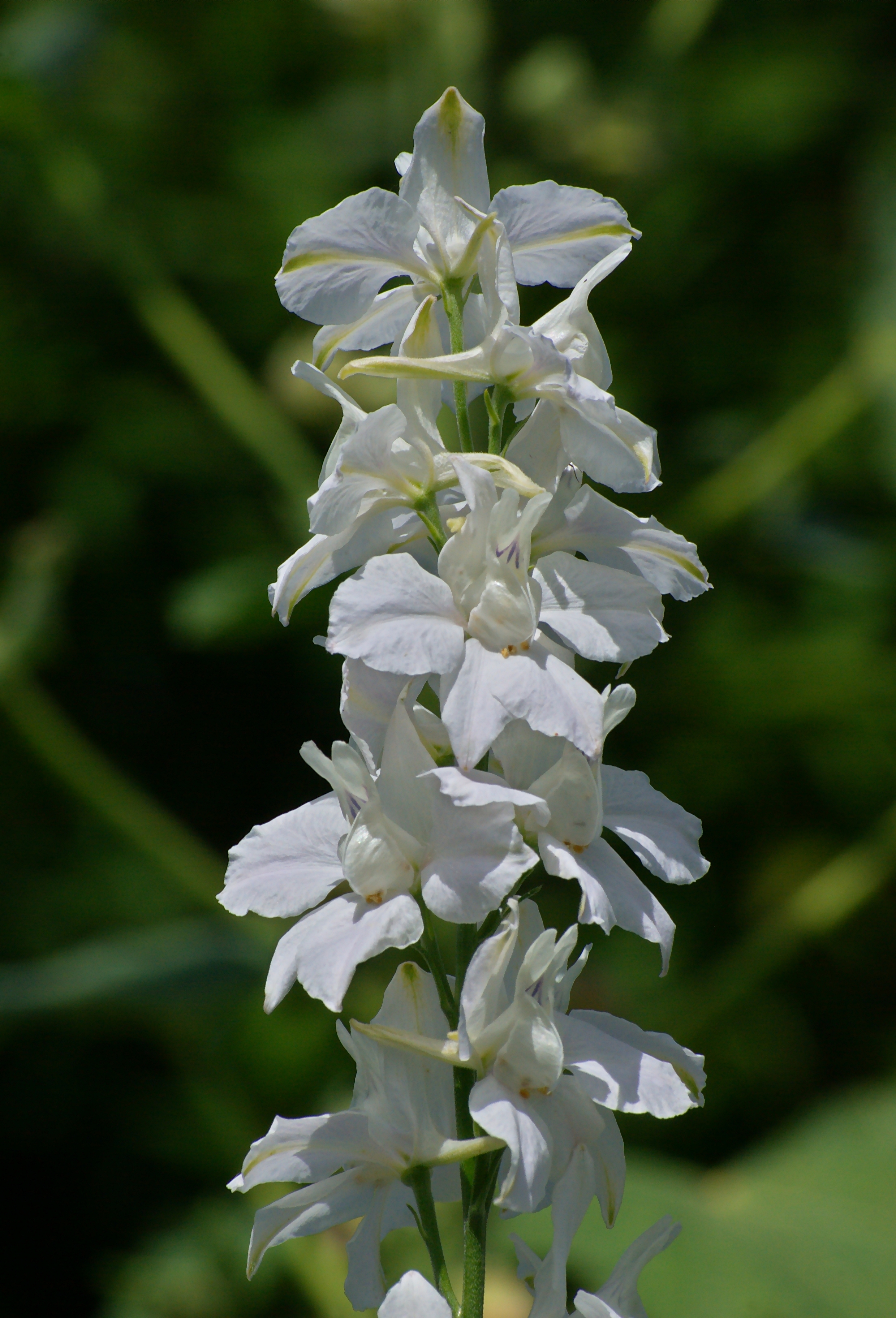
白色单瓣品种
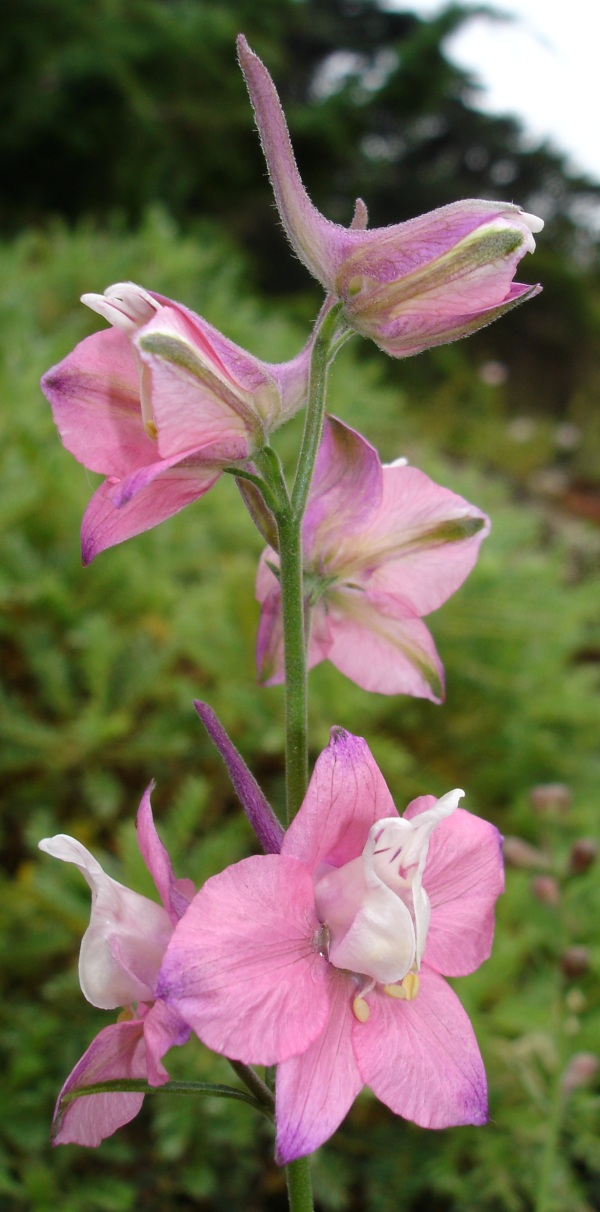
粉红单瓣品种
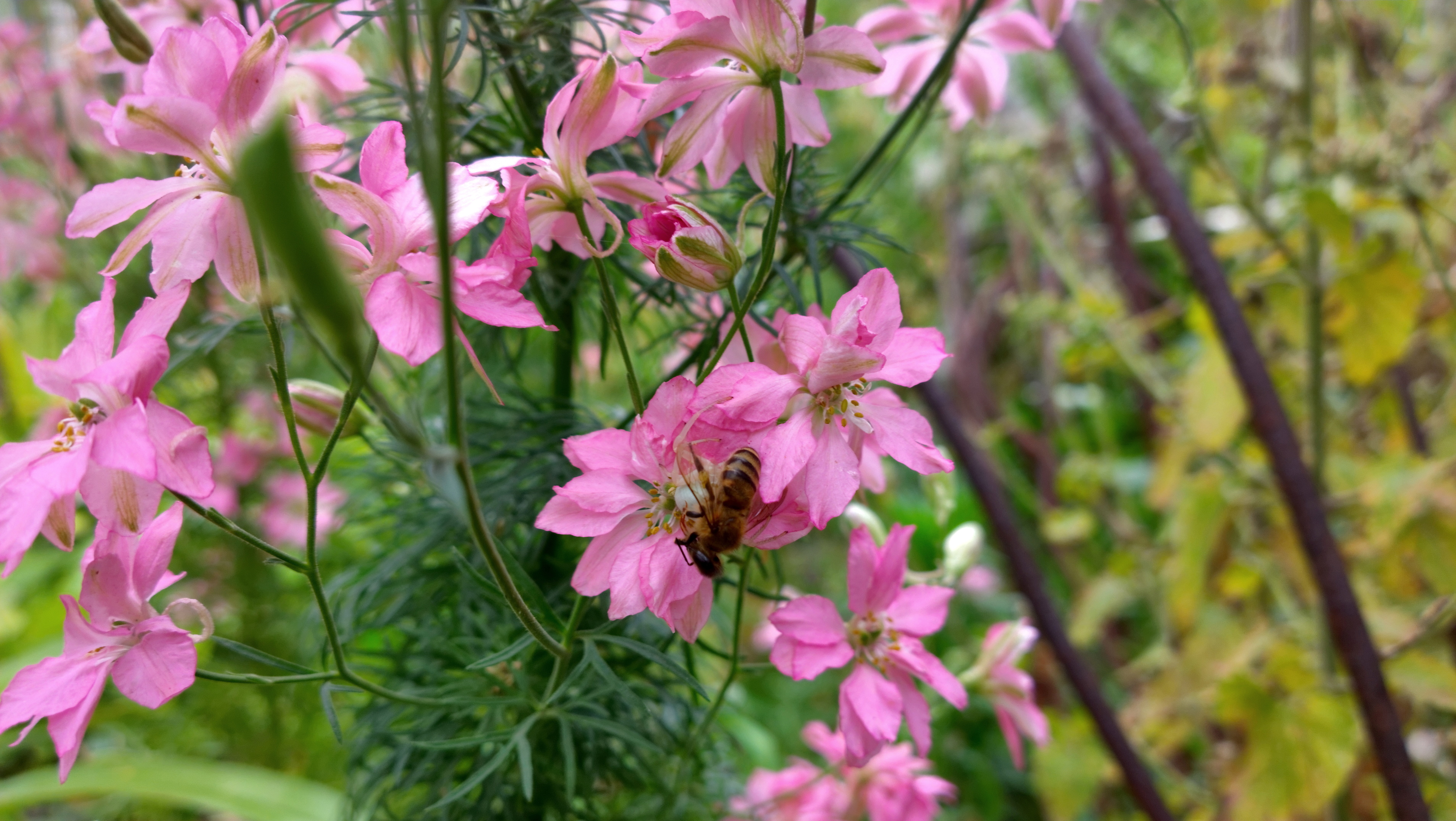
粉红重瓣品种
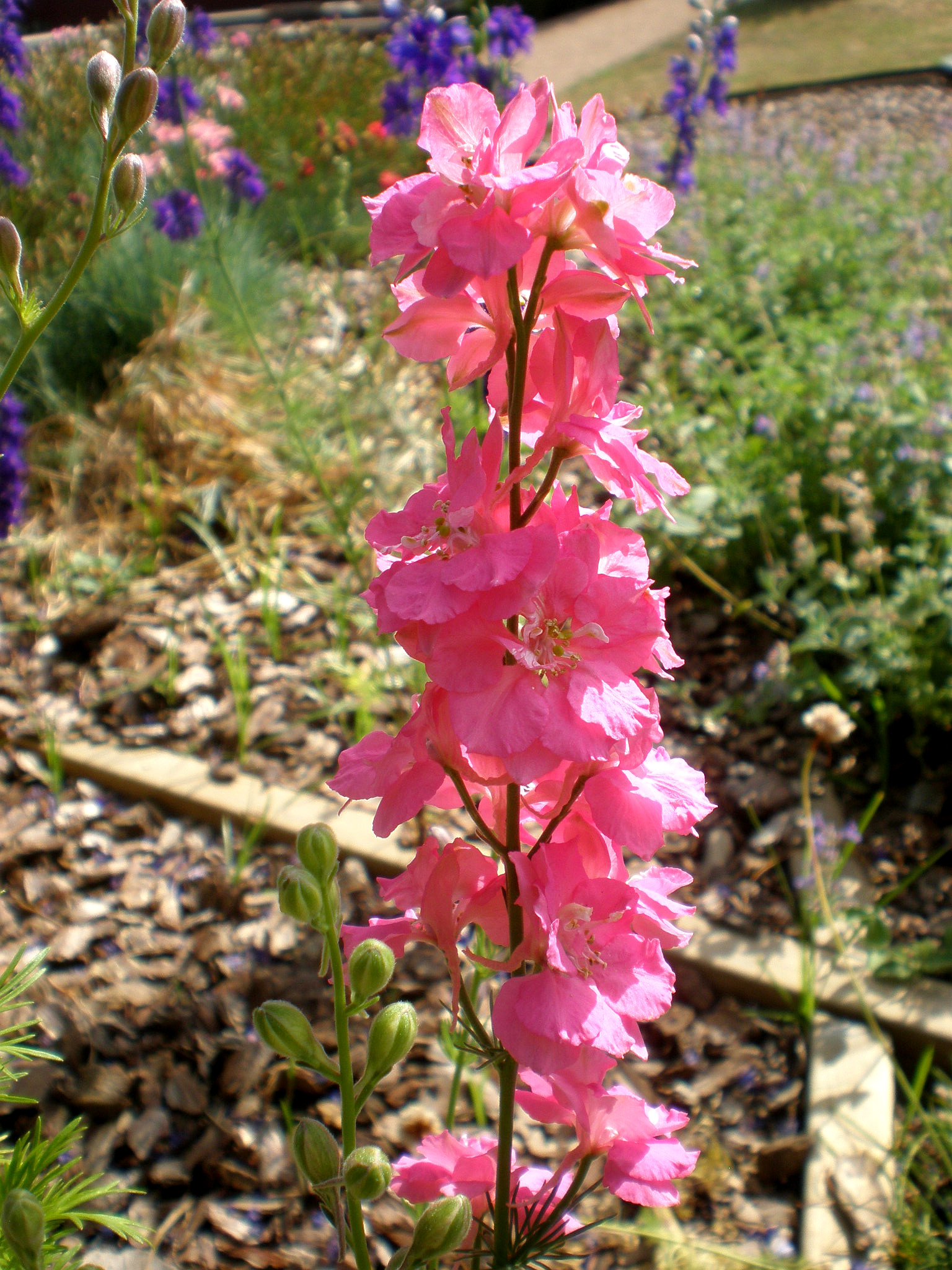
粉红重瓣品种